# Dan Ekner
Daniel Heimer Ekner (Göteborg, 5 februari 1927 - Göteborg, 17 april 1975) was een Zweedse voetballer die van 1958 tot en met 1960 voor PSV speelde. De aanvaller was daarmee de eerste Zweedse speler ooit in dienst van de Eindhovenaren.
Nederland was voor Ekner het achtste verschillende land waarin hij competitievoetbal speelde. Eerder kwam hij uit voor clubs in zijn thuisland Zweden, Engeland, Frankrijk, Italië, de Verenigde Staten, Spanje en Duitsland.
In het seizoen 1949/1950 werd Ekner met Portsmouth FC kampioen van Engeland. Bij de Engelsen was hij de eerste Zweed in de competitie ooit.

## Statistieken
| Seizoen  | Club                | Competitie       | Duels | Goals |
| -------- | ------------------- | ---------------- | ----- | ----- |
| 1945-'46 | Örgryte IS          | Allsvenskan      | -     | -     |
| 1946-'47 | IS Halmia           | Allsvenskan      | -     | -     |
| 1947-'49 | IFK Göteborg        | Allsvenskan      | -     | -     |
| 1949-'50 | Portsmouth FC       | First Division   | 5     | 0     |
| 1950-'51 | Olympique Marseille | Ligue 1          | 27    | 8     |
| 1951-'53 | ACF Fiorentina      | Serie A          | -     | -     |
| 1953-'54 | SPAL 1907           | Serie A          | -     | -     |
| 1954-'55 | Chicago Vikings     | ?                | -     | -     |
| 1955-'56 | Atlético Madrid     | Primera División | -     | -     |
| 1956-'58 | Rot-Weiss Essen     | Oberliga West    | -     | -     |
| 1958-'60 | PSV                 | Eredivisie       | 23    | 2     |
| 1960-'62 | Örgryte IS          | Allsvenskan      | -     | -     |
| 1962-'63 | Västra Frölunda IF  | Allsvenskan (?)  | -     | -     |